# Mickaël Ravaux
Mickaël Ravaux est un ancien footballeur français né le 2 janvier 1979 à Belfort. Il évoluait au poste de défenseur.

## Biographie
Mickaël Ravaux grandit à Vaivre-et-Montoille dans la banlieue ouest de Vesoul. Il commence le football à l'AS de Vaivre et Montoille, de six ans à quatorze ans, avant d'aller jouer pour le Vesoul HSF de quatorze à quinze ans. Il est ensuite repéré  par le FC Sochaux-Montbéliard. Formé au centre de formation du FC Sochaux-Montbéliard, il signe son 1er contrat professionnel avec ce club. 
Il joue seize matchs en Ligue 1 avec le club sochalien au cours de la saison 1998-1999.
Par la suite, il joue principalement en faveur du Grenoble Foot 38, du Vesoul HSF et du SO Romorantin.
Par ailleurs, il est maître-nageur à la piscine municipale de Vesoul.

## Palmarès
- Troisième de Ligue2 en 1998 avec le FCSM
- Champion de France de National en 2001 avec Grenoble
- Quart finaliste de la coupe de France avec Grenoble en 2001
- Champion de France de CFA2 avec le VHSF en 2013

## Statistiques
À l'issue de la saison 2009-2010
- 16 matchs et 0 but en Ligue 1
- 90 matchs et 0 but en Ligue 2
- 150 matchs et 1 but en National
- 3 matchs Équipe de France espoirs